# Phytodietus tauricus
Phytodietus tauricus är en stekelart som beskrevs av Dmitriy R. Kasparyan och Shaw 2008. Phytodietus tauricus ingår i släktet Phytodietus och familjen brokparasitsteklar. Inga underarter finns listade i Catalogue of Life.